# Arrenga de Ceylan
Myophonus blighi
Espèce
Statut de conservation UICN

 EN B1ab(i,ii,iii,iv,v);C2a(i) : En danger
L'Arrenga de Ceylan (Myophonus blighi) est une espèce d’oiseaux de la famille des Muscicapidae, endémique du Sri Lanka.

## Systématique
Les travaux phylogéniques de Sangster et al. (2010) et Zuccon & Ericson (2010) montrent que le placement traditionnel de cette espèce dans la famille des Turdidae est erroné, et qu'elle appartient en fait à la famille des Muscicapidae.
D'après le Congrès ornithologique international, c'est une espèce monotypique.